# 窪川佐賀道路
窪川佐賀道路（くぼかわさがどうろ）は、高知県高岡郡四万十町平串から幡多郡黒潮町佐賀に至る、四国横断自動車道に並行する一般国道自動車専用道路である。国道56号に指定されている。窪川工区、佐賀工区から構成される。全線が完成2車線で建設される。通常、完成2車線区間には中央分離帯を設けるところ、コスト削減、建設期間の短縮のため設計変更を行い、中央分離帯は設けられないことになった。
窪川工区と佐賀工区は同じく国道56号の四国横断自動車道に並行する一般国道自動車専用道路である片坂バイパス（かたさかバイパス）によって結ばれており、これについても解説する。
高速道路ナンバリングによる路線番号は、高知自動車道（高知IC - 四万十町中央IC間、須崎道路を含む）・中村宿毛道路・津島道路・松山自動車道（津島岩松IC - 松山IC間、宇和島道路・大洲道路を含む）とともに「E56」が割り振られている。

## 概要

### 構成する道路

#### 窪川工区
- 起点 : 高知県四万十町平串
- 終点 : 高知県四万十町金上野
- 延長 : 5.0 km
- 規格 : 第1種第3級
- 車線 : 完成2車線

#### 佐賀工区
- 起点 : 高知県黒潮町拳ノ川
- 終点 : 高知県黒潮町佐賀
- 延長 : 6.2 km
- 規格 : 第1種第3級
- 車線 : 完成2車線

### 片坂バイパス
- 起点 : 高知県四万十町金上野
- 終点 : 高知県黒潮町拳ノ川
- 延長 : 6.1 km
- 規格 : 第1種第3級
- 車線 : 完成2車線
- 開通 : 2018年11月17日[1][2]

## 道路の位置関係
四国横断自動車道
（高松方面） - 高知自動車道 - 須崎道路 - 高知自動車道 - 窪川佐賀道路（窪川工区 ） - 片坂バイパス - 窪川佐賀道路（佐賀工区） - 佐賀大方道路 - 大方四万十道路 - 中村宿毛道路 - 宿毛内海道路 - （宇和島方面）

## インターチェンジなど
- 全線高知県内に所在。
- 施設名欄の背景色が■である部分は施設が供用されていない、または完成していないことを示す。

| IC番号                                  | 施設名         | 接続路線名       | 備考           | 所在地   |
| --------------------------------------- | -------------- | ---------------- | -------------- | -------- |
| E56 高知自動車道 高知方面               |                |                  |                |          |
| -                                       | 四万十町中央IC | 国道56号（現道） | 開通未定       | 四万十町 |
| 20                                      | 四万十町西IC   | 国道56号（現道） | 宿毛方面出入口 | 四万十町 |
| 21                                      | 黒潮拳ノ川IC   | 国道56号（現道） | 高知方面出入口 | 黒潮町   |
| -                                       | 黒潮佐賀IC     | 国道56号（現道） |                | 黒潮町   |
| E56 佐賀大方道路 黒潮大方方面（事業中） |                |                  |                |          |

## 沿革
- 2005年（平成17年）度 : 片坂バイパス、事業化。
- 2009年（平成21年） : 都市計画の変更により中央分離帯を設けずセンターポールでもって換えることでコスト削減と建設期間を短縮することが決定する。
- 2011年（平成23年）
  - 夏 : 片坂バイパス、着工。
  - 11月 : 窪川道路（計画段階では窪川バイパス、事業段階では窪川工区）、佐賀道路（計画段階では佐賀バイパス、事業段階では佐賀工区）が事業化されることが発表される[4]。
- 2012年（平成24年）度 : 窪川工区と佐賀工区、事業化[5]。
- 2018年（平成30年）11月17日 : 片坂バイパス・四万十町西IC - 黒潮拳ノ川IC間開通[1]。

## 交通量
24時間交通量（台） 道路交通センサス
| 四万十町中央IC - 四万十町西IC間 | 未開通         | 未開通 | 未開通 |
| 四万十町西IC - 黒潮拳ノ川IC     | 調査当時未開通 |        |        |
| 黒潮拳ノ川IC - 黒潮佐賀IC間     | 未開通         | 未開通 | 未開通 |

（出典：「平成27年度全国道路・街路交通情勢調査」（国土交通省ホームページ）より一部データを抜粋して作成）
- 令和2年度に実施予定だった交通量調査は、新型コロナウイルスの影響で延期された[6]。